# Jack Kramer
Albert John Kramer, detto Jack (Las Vegas, 1º agosto 1921 – Los Angeles, 12 settembre 2009), è stato un tennista statunitense.

## Biografia
Appassionato di sport, in particolare il basket e il tennis, all'età di 13 anni si trasferì con la famiglia a San Bernardino, in California, e dopo aver visto Ellsworth Vines, allora il miglior giocatore del mondo, giocare una partita Kramer decise di concentrarsi sul tennis.
Numero uno del mondo, a dispetto dei soli 3 slam vinti in carriera, prima di passare professionista e di essere privato della possibilità di partecipare ai tornei tradizionali è considerato uno dei più grandi tennisti di tutti i tempi. Il sopraggiungere della guerra limitò di gran lunga quelli che sarebbero potuti essere i suoi successi tra i dilettanti.
Alto e magro, fu uno dei primi giocatori al mondo a svolgere un gioco basato sul serve & volley. Sbaragliò la concorrenza nelle sette partite giocate a Wimbledon 1947, concedendo ai suoi avversari solo 37 game, un numero che soltanto Björn Borg è riuscito a superare al Roland Garros 1978. Si ritirò dall'attività agonistica nel 1954, a 33 anni, a causa di problemi alla schiena.
Ha anche partecipato alla nascita di quella che sarebbe diventata poi l'ATP, l'Associazione dei giocatori professionisti, della quale è stato il primo direttore nel 1972. Autore, nel 1979, di un'autobiografia dal titolo The Game: My 40 Years in Tennis.
Kramer fu inserito nella International Tennis Hall of Fame di Newport, Rhode Island, nel 1968. Il Los Angeles Tennis Open fu noto per diversi anni come "Jack Kramer Open", l'unico evento del World Tennis Tour che ha portato il nome di un giocatore.

## Statistiche

### Singolare

#### Grande Slam

##### Vinte (3)
| Anno | Torneo             | Superficie | Avversario in finale | Punteggio               |
| 1946 | U.S. Championships | Erba       | Tom Brown            | 9–7, 6–3, 6–0           |
| 1947 | Wimbledon          | Erba       | Tom Brown            | 6–1, 6–3, 6–2           |
| 1947 | U.S. Championships | Erba       | Frank Parker         | 4–6, 2–6, 6–1, 6–0, 6–3 |

##### Sconfitte (1)
| Anno | Torneo             | Superficie | Avversario in finale | Punteggio           |
| 1943 | U.S. Championships | Erba       | Joe Hunt             | 3–6, 8–6, 8–10, 0–6 |

#### Pro Slam

##### Vinte (2)
| Anno | Torneo                        | Superficie     | Avversario in finale | Punteggio            |
| 1948 | U.S. Pro Tennis Championships | Erba           | Bobby Riggs          | 14–12, 6–2, 3–6, 6–3 |
| 1949 | Wembley Championship          | Parquet Indoor | Bobby Riggs          | 2–6, 6–4, 6–3, 6–4   |

##### Perse (1)
| Anno | Torneo               | Superficie     | Avversario in finale | Punteggio               |
| 1952 | Wembley Championship | Parquet Indoor | Pancho Gonzales      | 6–3, 6–3, 2–6, 4–6, 5–7 |

#### Titoli da dilettante (1939-1947)
| Anno              | Torneo                                              | Superficie  | Avversario in finale            | Punteggio            |
| 17 luglio 1937    | Pacific Northwest Championships, Tacoma             |             | Edwin Amark                     | 9-7 7-5 2-6 7-5      |
| 15 gennaio 1939   | Palm Springs Invitational, Palm Springs             |             | Welby van Horn                  | 9-7 3-6 6-3          |
| 12 gennaio 1942   | Dixie Championships, Tampa                          |             | Wayne Sabin                     | 6-0 6-0 6-3          |
| 10 maggio 1942    | Southern California Championships, Los Angeles      |             | Frank Andrew Parker             | 6-2 6-2 11-9         |
| 24 maggio 1942    | California State Championships, San Francisco       |             | Tom Brown                       |                      |
| 26 settembre 1943 | Pacific Southwest Championships, Los Angeles        |             | Pancho Segura                   | 0-6 6-1 6-2          |
| 28 maggio 1944    | Southern California Championships, Los Angeles      |             | Frank Andrew Parker             | 8-6 8-6 6-3          |
| 15 aprile 1946    | Beverley Hills Championships, Los Angeles           |             | Tom Brown                       | 6-4 9-7 6-1          |
| 12 maggio 1946    | Southern California Championships, Los Angeles      |             | Frank Andrew Parker             | 8-6 6-19-7           |
| 8 settembre 1946  | U.S. National Championships, New York               | Erba        | Tom Brown                       | 9-7 6-3 6-0          |
| 29 settembre 1946 | Pacific Southwest Championships, Los Angeles        |             | Frederick Ted Rudolph Schroeder | 6-2 6-8 6-2 8-6      |
| 6 ottobre 1946    | Pacific Coast Championships, San Francisco          |             | Eddie Moylan                    | 7-5 4-6 7-5 6-3      |
| 5 marzo 1947      | US Indoors, New York                                |             | Bob Falkenburg                  | 6-1 6-2 6-2          |
| 24 marzo 1947     | University of Miami Championships, Coral Gables     |             | Bill Talbert                    | 6-4 6-2              |
| 14 aprile 1947    | River Oaks International Tennis Tournament, Houston | Terra rossa | Gardnar Mulloy                  | 6-1 6-0 6-2          |
| 12 maggio 1947    | Southern California Championships, Los Angeles      |             | Frank Andrew Parker             | 4-6 2-6 11-9 6-2 7-5 |
| 5 luglio 1947     | Torneo di Wimbledon, Londra                         | Erba        | Tom Brown                       | 6-1 6-3 6-2          |
| 14 settembre 1947 | U.S. National Championships, New York               | Erba        | Frank Andrew Parker             | 4-6 2-6 6-1 6-0 6-3  |
| 28 settembre 1947 | Pacific Southwest Championships, Los Angeles        |             | Frederick Ted Rudolph Schroeder | 10-8 6-4 6-4         |
| 5 ottobre 1947    | Pacific Coast Championships, San Francisco          |             | Tom Brown                       | 6-2 8-6              |

#### Titoli da professionista 1947-1954
| Anno           | Torneo                                      | Superficie     | Avversario in finale | Punteggio            |
| 20 giugno 1948 | U.S. Pro Tennis Championships, Forest Hills | Erba           | Bobby Riggs          | 14-12, 6-2, 3-6, 6-3 |
| 4 giugno 1949  | London Pro Indoor Championships, Londra     | Parquet indoor | Bobby Riggs          | 2-6, 6-4, 6-3, 6-4   |
| 30 luglio 1949 | Slazenger Pro Championships, Scarborough    | Parquet indoor | Don Budge            | 4-6 7-5 6-2 6-4      |
| 1º aprile 1949 | Philadelphia Pro Championships, Filadelfia  | Parquet indoor |                      | Round Robin          |
| 5 aprile 1953  | US Pro Indoor Championships, New York       | Parquet indoor | Frank Sedgman        | 8-6, 4-6, 6-4        |
| 24 aprile 1953 | Chicago Pro Championships, Chicago          |                | Pancho Segura        | 6-3, 8-6             |

#### Tour professionistici
| Data                             | Tour                     | Classifica                                        |
| 26 dicembre 1947 – maggio 1948   | World Pro Tour 1947-1948 | 1) Jack Kramer (69–20) 2) Bobby Riggs (20–69)     |
| 25 ottobre 1949 – 21 maggio 1950 | World Pro Tour 1949-1950 | 1) Jack Kramer (96–27) 2) Pancho Gonzales (27–96) |
| 28 ottobre 1950 – marzo 1951     | World Pro Tour 1950-1951 | 1) Jack Kramer (64-28) 2) Pancho Segura (28-64)   |
| 6 gennaio 1953 – 1º giugno 1953  | World Pro Tour 1953      | 1) Jack Kramer (54-41) 2) Frank Sedgman (41-54)   |

### Doppio

#### Grande Slam

##### Vinte (8)
| Anno | Torneo             | Compagno       | Avversari in finale           | Punteggio     |
| 1940 | U.S. Championships | Ted Schroeder  | Gardnar Mulloy Henry Prussoff | 6–4, 8–6, 9–7 |
| 1941 | U.S. Championships | Ted Schroeder  | Wayne Sabin Gardnar Mulloy    | 9–7, 6–4, 6–2 |
| 1943 | U.S. Championships | Frank Parker   | Bill Talbert David Freeman    | 6–2, 6–4, 6–4 |
| 1946 | Wimbledon          | Tom Brown      | Geoff Brown Dinny Pails       | 6–4, 6–4, 6–2 |
| 1947 | Wimbledon          | Bob Falkenburg | Tony Mottram Bill Sidwell     | 8–6, 6–3, 6–3 |
| 1947 | U.S. Championships | Ted Schroeder  | Bill Talbert Bill Sidwell     | 6–4, 7–5, 6–3 |

##### Finali (0)
Nessuna finale persa

### Doppio misto

#### Grande Slam

##### Vinte (1)
| Anno | Torneo             | Compagna      | Avversari in finale      | Punteggio     |
| 1941 | U.S. Championships | Sarah Palfrey | Pauline Betz Bobby Riggs | 4-6, 6-4, 6-4 |

##### Finali (1)
| Anno | Torneo             | Compagna      | Avversari in finale      | Punteggio |
| 1941 | U.S. Championships | Dorothy Bundy | Alice Marble Bobby Riggs | 9-7, 6-1  |